# 大石内蔵助 冬の決戦
『大石内蔵助 冬の決戦』（おおいしくらのすけ ふゆのけっせん）は、1991年1月1日にNHKで正月スペシャル時代劇として放送されたテレビドラマ。前編（85分）を21:00 - 22:25、途中5分間のミニ番組を挟んで後編（95分）を22:30 - 0:05に放送した。

## 概要
前年の元旦に放送されたNHK正月時代劇『荒木又右衛門 決戦鍵屋の辻』で脚本を担当した田向正健が再び脚本を執筆。大石内蔵助とその家族を中心に播州赤穂藩浅野家の断絶から吉良邸討入りまでの所謂赤穂事件を描く。松の廊下での刃傷に至る経緯や「義士銘々伝」といったいわゆる講談調の「お約束」場面は殆ど描かれず、大石家の日常と江戸での浪士たちの極貧生活などの描写に比重を置いた、古今数多ある忠臣蔵ものの映像作品の中でも異色の作りとなっている。浪士たちの討入り時の装束も一般的な揃いの黒の火事装束ではなく、各々バラバラの小具足や兜・鉢金などを装備した地味な物となっている。「お約束」場面は殆どスルーしている一方で、討入りの場面での殺陣や赤穂城大広間での大評定の場面などは相当に力を入れたシーンとなっている。また、事件の発端となった吉良と浅野の確執もその原因は最後まで謎のままであり、当事者の吉良上野介も事件について心当たりが無く困惑しているという設定である。

## あらすじ
主君・浅野内匠頭が殿中で吉良上野介に斬り掛かり切腹、御家は断絶という報せを受けた播州赤穂藩浅野家の家臣たちは、情報のあまりの少なさと曖昧さに苛立ちと戸惑いを隠せない。家老上席の大石内蔵助は心中密かに主君の仇討ちを決意し、腹心の吉田忠左衛門に胸の内を語る。藩士たちの覚悟を量る為の方便として一同揃っての殉死を提案するが、城代家老の大野九郎兵衛を始め多数が殉死を拒絶。320人の藩士の内、誓紙血判をしたのは僅か120人。長く続いた泰平の世は、家臣たちの多くに死を選ばせなかったのである。この時をもって赤穂城は無血開城と決した。
一方、内蔵助の嫡男・主税は遊び仲間の源助が収城使の軍勢に斬り掛かって返り討ちに遭うのを目の当たりにしながらも見殺しにしてしまった事で自責の念にかられる。大石家の家士・新之助は赤穂藩の一大事に気が昂り、衝動的に下女のしのに求婚して周囲を唖然とさせる。内蔵助の妻・りくは次々と起こる諸問題に対処しながらも、夫・内蔵助や息子の主税との別れを予感する。刃傷事件の一方の当事者である吉良上野介はいくら考えても何故浅野内匠頭が自分に斬り掛かって来たのか、自分のどの言動があれ程の怒りを買ったのかが理解できずに困惑していた。
やがて大石家は赤穂を離れて京都山科へと移り住む。ここから大石家と赤穂浪士たち、吉良家の人々の足掛け二年にも及ぶ長い苦難の日日が始まる・・・

## キャスト
大石家
- 大石内蔵助良雄（よしお）（播州赤穂藩家老上席） - 平幹二朗
- りく（その妻／語り手） - 大原麗子
- 主税（嫡男） - 山根隆明
- くう（長女） - 鈴木奈央
- 吉千代（二男） - 柴本翔
- 八郎右衛門（家士） - 沼田爆
- 新之助（家士） - 別所哲也
- まつ（下女） - 倉野章子
- しの（下女） - 菊池桃子

討入り参加した赤穂藩士
- 吉田忠左衛門（加東郡代／内蔵助の参謀格） - 岡田英次
- 間瀬久太夫（大目付／内蔵助の参謀格） - 中山昭二
- 小野寺十内（京都留守居役／内蔵助の相談役） - 内藤武敏
- 潮田又之丞（中小性／内蔵助の義理の従弟） - 柴俊夫
- 貝賀弥左衛門（蔵奉行／吉田忠左衛門の実弟） - 金内吉男
- 奥田孫太夫（武具奉行／仇討ち急進派） - 本郷功次郎
- 堀部安兵衛（馬廻り役／仇討ち急進派） - 三浦浩一
- 堀部弥兵衛（元江戸留守居役／仇討ち急進派） - 今福将雄
- 早見藤左衛門（馬廻り役／第一の急使） - 山本圭
- 原惣右衛門（足軽頭／第二の急使） - 小野寺昭
- 大石瀬左衛門（馬廻り役／第二の急使） - 森田順平
- 片岡源五右衛門（側用人） - 坂西良太
- 武林唯七（中小性） - 三上真一郎
- 大高源吾（金奉行／山田宗徧の弟子） - 篠塚勝
- 勝田新左衛門（札座横目付） - 辰巳琢郎
- 岡島八十右衛門（札座奉行） - 森篤夫
- 小野寺幸右衛門（部屋住み） - 白山憲明
- 矢頭右衛門七（部屋住み） - 市川染五郎 (7代目)
- 寺坂吉右衛門（吉田忠左衛門の足軽） - 加藤純平

討入りに参加しなかった赤穂藩士
- 大野九郎兵衛（家老末席／赤穂城代） - 佐藤慶
- 小山源五左衛門（足軽頭／ゆうの父） - 奥野匡
- 萱野三平（中小性／第一の急使） - 辻輝猛
- 矢頭長助（勘定方／右衛門七の父） - 山中康司
- 田中清兵衛 - 富川澈夫

赤穂藩士の家族
- ゆう（潮田又之丞の妻／内蔵助の従妹） - 紺野美沙子
- 六兵衛（潮田家の若党） - 阿野新八
- うめ（藩士の妻） - 原知佐子

三次浅野家
- 瑤泉院（浅野内匠頭後室） - 真野あずさ
- 落合与左衛門（用人） - 右京孝雄

吉良家
- 吉良上野介（高家肝煎／前当主） - 菅原謙次
- 吉良義周（当主） - 磯崎洋介
- 小林平八郎（家老） - 橋本功
- 清水一学（家臣） - 河原崎長一郎
- 大須賀次部右衛門（家臣） - 新井康弘

幕閣
- 柳沢吉保（将軍家側用人／大老格） - 林与一
- 土屋相模守（老中首座） - 小笠原良知

その他
- 津島太夫（花魁、内蔵助の愛妾） - 中村あずさ

## スタッフ
- 作 - 田向正健
- 音楽 - 坂田晃一
- 制作 - 八木雅次、加藤郁雄
- 美術 - 田嶋宣助
- 技術 - 大沼伸吉
- 音響効果 - 松崎茂
- 撮影 - 鈴木弘
- 照明 - 高橋猛
- 音声 - 小玉孝
- 記録・編集 - 野田茂子
- 演出 - 富沢正幸
- 演奏 - 新室内楽協会
- 時代考証 - 鈴木敬三
- 衣裳考証 - 小泉清子
- 殺陣 - 新実
- 振付 - 猿若清三郎
- 茶道指導 - 鈴木宗卓